# ISO 3166-2:VC

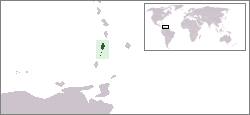
Localisation de Saint-Vincent-et-les-Grenadines

ISO 3166-2 données pour Saint-Vincent-et-les-Grenadines.
- Sources de la liste : IGN 1989 ; FIPS 10-4
- Source des codes : ISO/TC 46/WG 2 Secretariat (*)

## Mise à jour
- ISO 3166-2:2007-04-17 Bulletin n° I-8 (création)

## Paroisses (6)en:parish
| Code ISO 3166-2 | Paroisse      | Paroisse                    |
| Code ISO 3166-2 | Nom anglais   | Nom français (non officiel) |
| --------------- | ------------- | --------------------------- |
| VC-01           | Charlotte     | Charlotte                   |
| VC-06           | Grenadines    | Grenadines                  |
| VC-02           | Saint Andrew  | Saint-Andrew                |
| VC-03           | Saint David   | Saint-David                 |
| VC-04           | Saint George  | Saint-George                |
| VC-05           | Saint Patrick | Saint-Patrick               |